# Malefinkbach
Der Malefinkbach oder auch „die Malefink“ entspringt im Jülicher Land in etwa 100 m über NN bei Opherten und Titz. Hier liegt die Wasserscheide zwischen Rur und Erft. Das Gewässer mündet bei zirka 52,5 m über N.N. nördlich von Rurich bei Gut Gansbroich in die Rur.
Der Malefinkbach hat ein Einzugsgebiet von 71,5 km² und eine Länge von 21,8 km.

## Geographie

### Verlauf
Der  Verlauf ist zunächst von Nord-Ost nach Süd-West.
Der Bach fließt von Opherten und Titz kommend an dem Hof Meerhof vorbei durch Hasselsweiler. Von hier beginnt in einem Tal sein Lauf vorbei an Müntz und Hompesch nach Boslar. Der Malefinkbach tritt nun aus dem Tal heraus und fließt hinter Tetz in die flache, wiesenreiche Rurlandschaft. Der Bach liegt nun parallel der Rur; er fließt in Richtung Norden vorbei an Linnich und Körrenzig zum Ruricher Schloss, an Rurich vorbei und mündet nördlich des Dorfes in die Rur.

### Zuflüsse
- Maargraben (rechts), 1,7 km
- Hauptgraben im Rurbruch (rechts), 2,5 km
- Kofferer Graben (rechts), 2,9 km
- Lövenicher Graben (rechts), 4,2 km

## Wasserbaumaßnahmen
1965 erfolgten im Oberlauf Hochwasserschäden, der Bach wurde deshalb umgebaut und hat ein neues Profil erhalten.
Später wurden unterhalb von Tetz in den Rurauen Renaturierungsmaßnahmen durchgeführt.

## Wasserführung
Der Bach besitzt, bedingt durch die Pumpen des nahen Braunkohletagebaus, keine durchgehende Wasserführung und keinen Grundwasserkontakt. Von der inzwischen stillgelegten Kläranlage in Hompesch erhielt er einen Zufluss. Im Unterlauf, in den Rurauen besteht auch der ursprüngliche Grundwasserkontakt nicht mehr, da hier Drainagemaßnahmen eingreifen. Auch kommt es im lockeren Untergrund zu starken Versickerungen.
Der Malefinkbach wäre heute im unteren Bachlauf völlig ausgetrocknet, wenn der Tagebaubetreiber, die Firma Rheinbraun, heute RWE Power AG, im Bereich der Rurbrücke in Körrenzig nicht laufend Wasser einspeisen würde.

## Wasserrecht
Dem Schloss Rurich steht bis heute ein Wasserrecht am Malefinkbach zu.

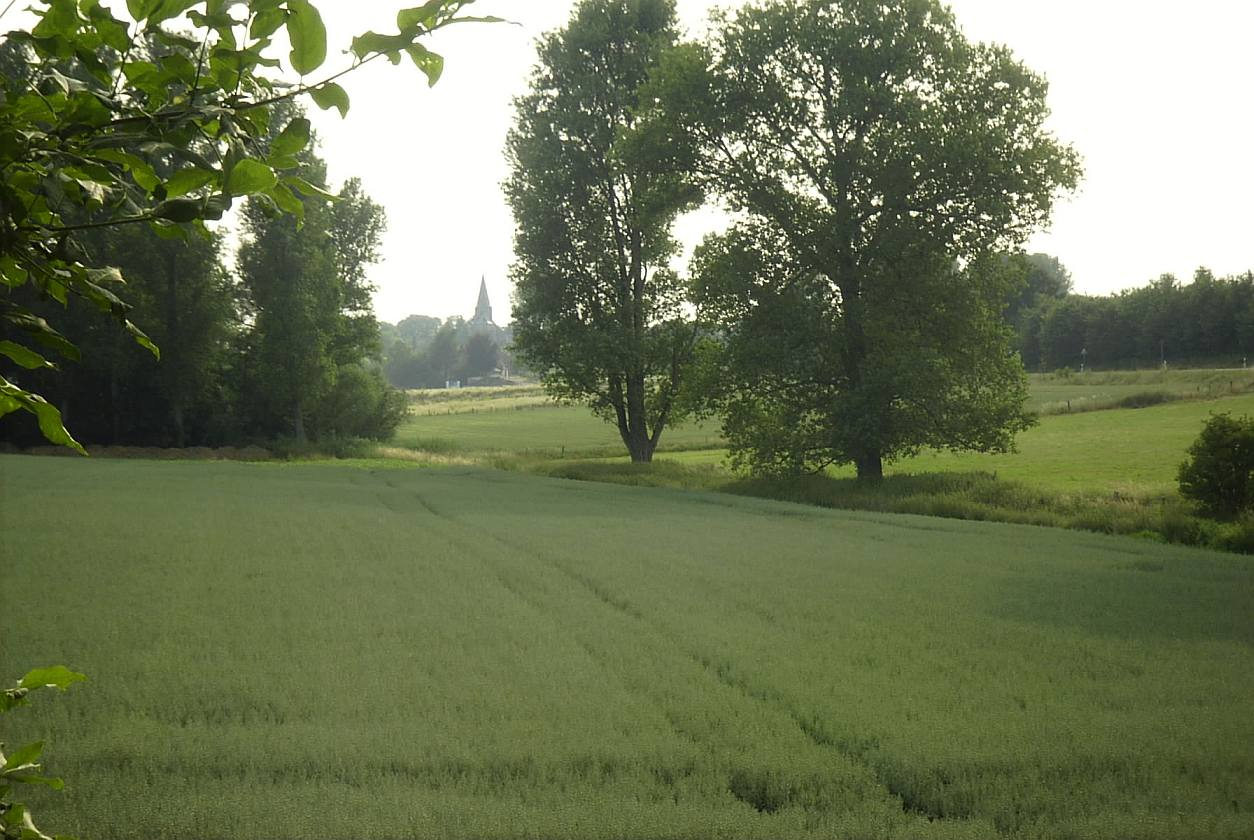
Malefinkbachtal östlich von Boslar
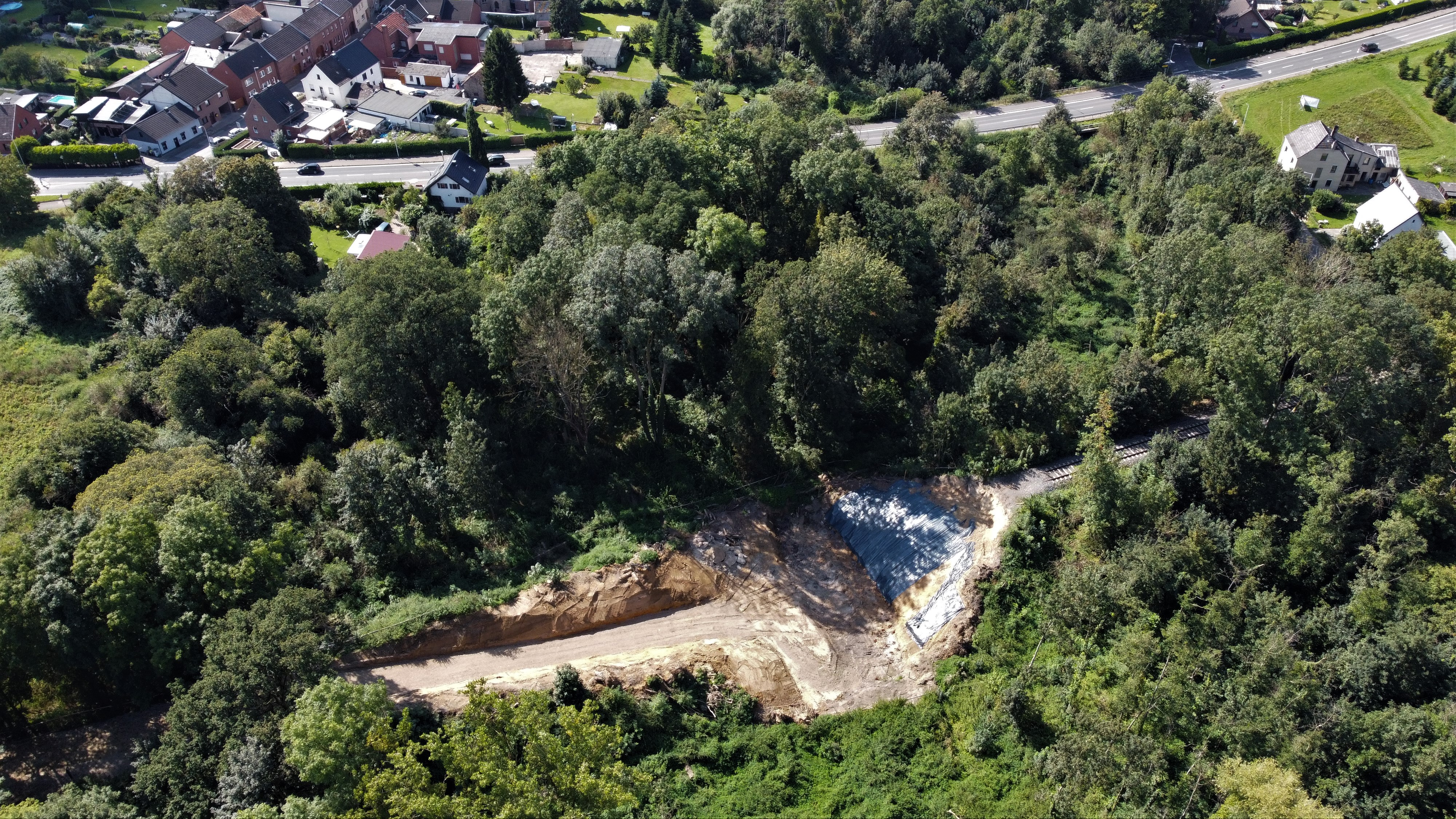
Neubau der Malefinkbach-Brücke in Tetz (Blick nach Westen), rechts das unterbrochene Streckengleis (2021)
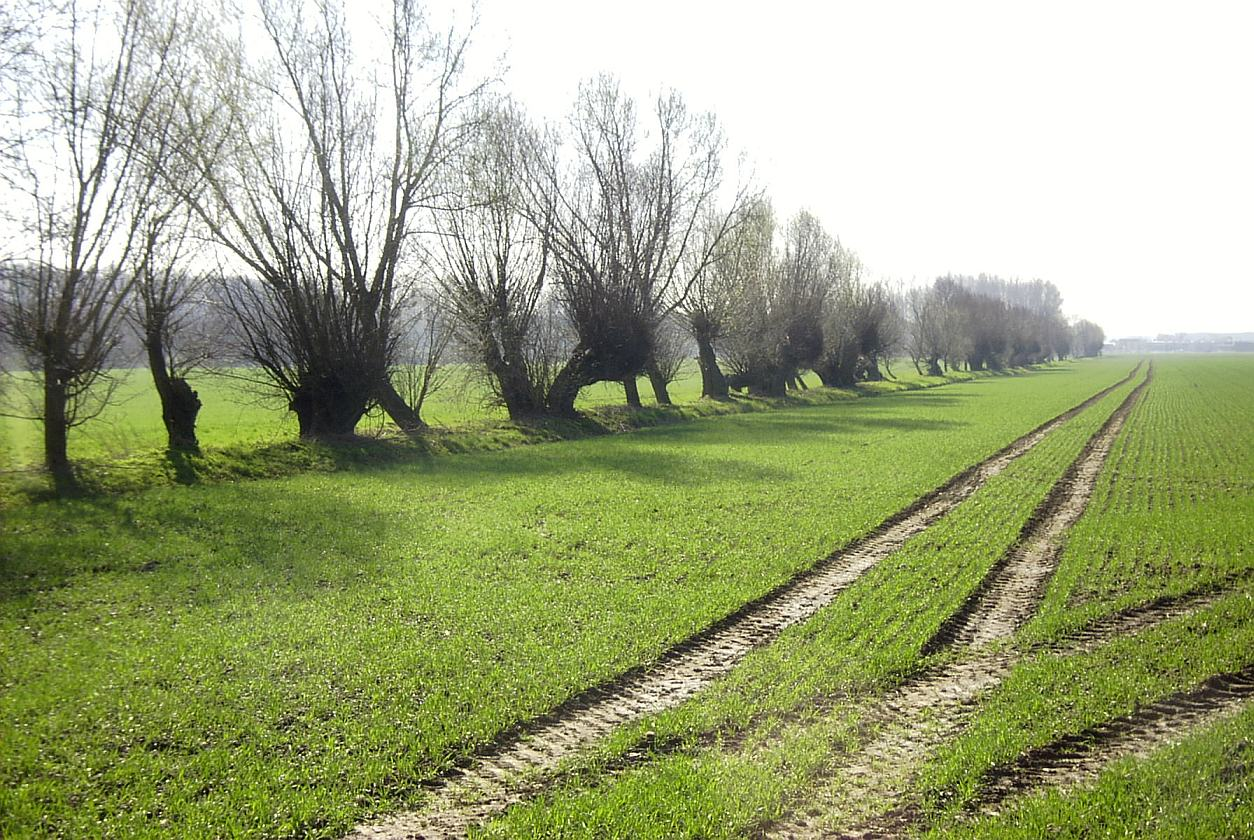
Kopfweiden am Bachlauf bei Körrenzig
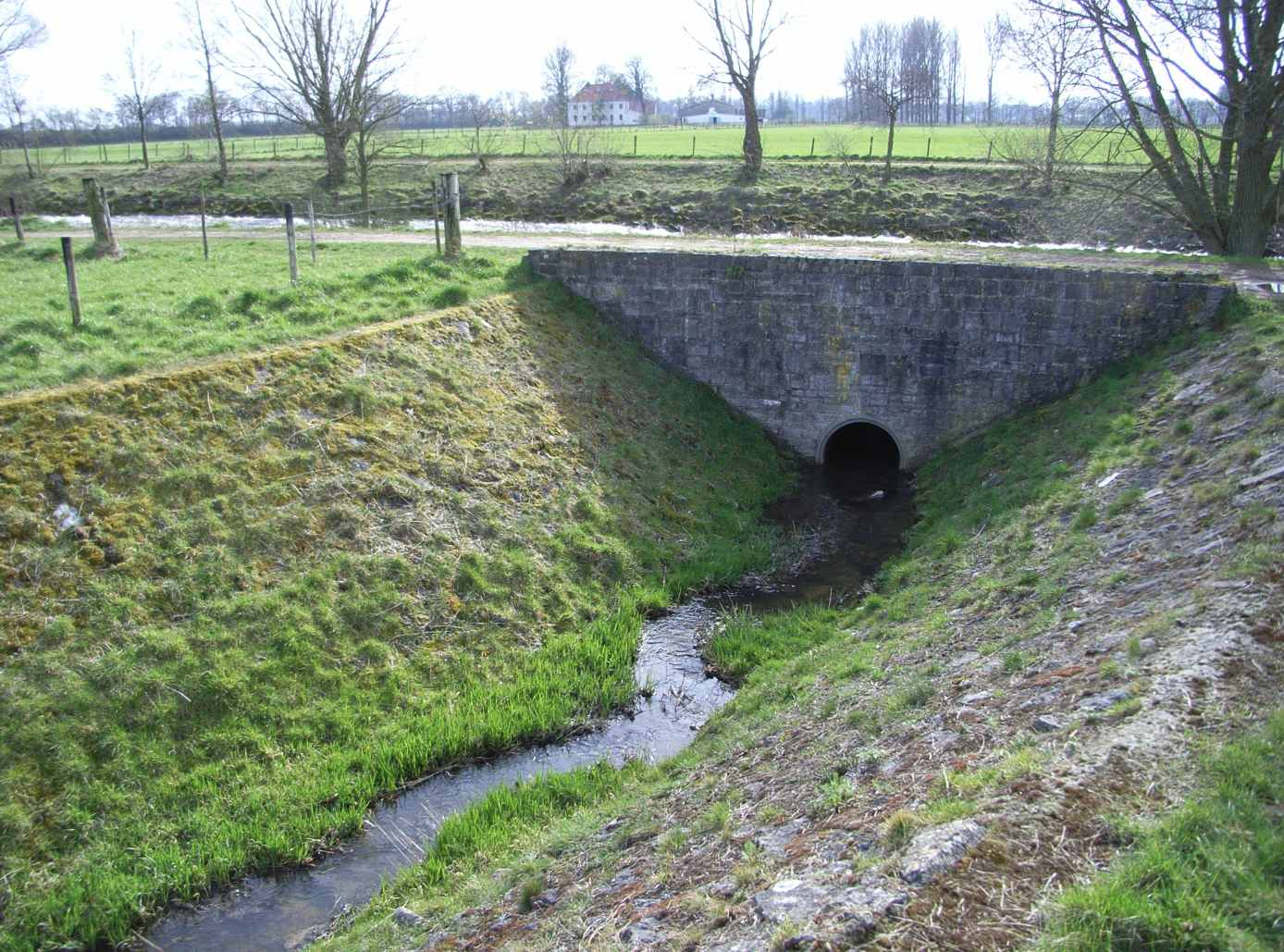
Mündung in die Rur

## Trivia
Eine gewisse Bekanntheit erlangte der Malefinkbach, als am Abend des 7. März 2020 Setzungsschäden an der über ihn führenden Eisenbahnbrücke entdeckt wurden. Die Bahnstrecke Jülich – Linnich wurde daraufhin für über zwei Jahre nördlich von Tetz gesperrt. Die alte Brücke musste abgerissen und durch einen Neubau ersetzt werden. Anfang Juni 2022 wurde die neue Brücke für den Betrieb freigegeben.